# Palazzo Nauclerio
Le palazzo Nauclerio, ou la casa Nauclerio, est un édifice monumental de Naples situé via Ventaglieri.

## Histoire et description
Le palais est documenté pour la première fois en 1699: Luigi (Alonso) Nauclerio, ingénieur royal et baron de Torre Pagliara, est recensé dans une grande maison, située sur un ancien terrain du couvent Santi Severino e Sossio. Ses quatre fils en héritent, Andrea, Nunzio, Nicola et Giovan Battista Nauclerio et il est habité par la famille Nauclerio jusqu'en 1739.
Il a été édifié sur un terrain libre appartenant au couvent cité plus haut et il aurait été construit par l'architecte Giovan Battista Nauclerio. Au début, il était aligné sur la perspective latérale de l'église Santa Maria di Montesanto, puis il a été mis en retrait pour des questions de viabilité. 
Il est restructuré à la fin du XVIIIe siècle et transformé en immeuble d'appartements d'habitation; la transformation est menée par Nicola Schioppa et l'architecte Nicola de Fazio. Un nouvel escalier est ajouté que l'on peut voir sur les relevés topographiques du Real Officio Topografico.

## Source de la traduction
- (it) Cet article est partiellement ou en totalité issu de l’article de Wikipédia en italien intitulé « Palazzo Nauclerio » (voir la liste des auteurs).